# Haškovcova Lhota
Haškovcova Lhota – wieś i gmina w Czechach, w powiecie Tabor, w kraju południowoczeskim. Według danych z dnia 1 stycznia 2013 liczyła 77 mieszkańców.